# Mercado Bitcoin
O MB (Mercado Bitcoin) é uma corretora (exchange) brasileira que realiza serviços de intermediação de compra e venda de criptomoedas por meio de uma plataforma online onde são feitas negociações e transações com Bitcoin, Ether (Ethereum), XRP (Ripple), Bitcoin Cash, Litecoin e outros criptoativos, além de depósitos e saques em Reais.
Sediada em São Paulo, a empresa foi a primeira a realizar transações de Bitcoin na América Latina e a fornecer caixa eletrônico para saque de criptomoedas no Brasil.
A empresa também atua como fonte de informações de cotação das criptomoedas Bitcoin, Bitcoin Cash, Litecoin, Ether (Ethereum) e XRP (Ripple) para plataformas financeiras como o Broadcast da Agência Estado, Economática, CMA e Comdinheiro.

## História
Em 2011, após o mercado global de Bitcoin atingir US$ 1 bilhão e chegar à paridade com o dólar, o Brasil passa a ser o primeiro país da América Latina a ter uma plataforma dedicada ao setor: o site Mercado Bitcoin.
Já no começo do ano de 2013, o site passou por problemas administrativos e Leandro Cesar o vendeu para os empreendedores Rodrigo Batista e Gustavo Chamati, que ressarciram todos os clientes lesados e investiram em tecnologia, segurança e atendimento. Nesta mudança de gestão, a plataforma passou a existir formalmente como empresa no Brasil e a intermediar a compra e venda de Litecoin, além de Bitcoin. Assim, a data oficial de fundação da empresa é 12 de junho de 2013.
Ainda no mesmo ano, se inicia a realização de pagamentos de produtos com o uso de moeda digital no Brasil, por meio da parceria entre a Revista Superinteressante e o Mercado Bitcoin. Nos anos seguintes, passou a ser aceita, também, por pequenos comércios no Brasil e mesmo por outras instituições como a Microsoft e a Wikipedia.
Em 2014 foi feito o primeiro saque de Bitcoin no Brasil por meio de um caixa eletrônico fornecido pelo Mercado Bitcoin.
A empresa iniciou o ano de 2016 com 100 mil clientes cadastrados, o que equivale a 20% da quantidade de negociadores na B3. e fechou o ano tendo negociado R$ 90 milhões na plataforma, contra R$ 35 milhões negociados no ano anterior.
Em 2019 foi pioneira e lançou uma plataforma para compra e venda de ativos alternativos. Assim, passou a ser a primeira plataforma brasileira a permitir a negociação no varejo de frações digitais de precatórios, as dívidas judiciais de órgãos públicos municipais, estaduais ou federais. Além disso, neste mesmo ano atingiu a marca de 1,8 milhões de clientes e R$ 11 bilhões acumulados em volume transacionado.
Em 2020, o Mercado Bitcoin passou a listar sua primeira criptomoeda brasileira, a WiBX. O ativo digital foi criado para ser trocado por produtos e serviços e também negociado em corretoras.
O Vasco da Gama lançou junto ao Mercado Bitcoin um token para investir nos direitos econômicos que o time de futebol tem de 12 jogadores formados nas suas categorias de base. O Vasco Token representa recebíveis futuros do time referentes ao mecanismo de solidariedade da FIFA, um dispositivo que prevê que uma porcentagem das negociações internacionais de compras e empréstimos de jogadores seja recebida pelos clubes que contribuíram com a formação do atleta.
O Mercado Bitcoin adotou a autorregulação junto a outras corretoras que fazem parte da Associação Brasileira de Criptoeconomia (ABCripto), como Foxbit, Bitpreço, NovaDax e Ripio. A regulamentação escrita e assinada pelas empresas propõe um conjunto de regras, procedimentos e princípios norteadores que buscam prevenir a lavagem de dinheiro e o financiamento do terrorismo com criptomoedas.
Em 2021, a corretora anunciou a compensação de pegadas de carbono desde a sua fundação em 2013. Para isso, o Mercado Bitcoin contará com a MOSS, uma plataforma ambiental que oferece um ativo digital lastreado em crédito de carbono.
GP Investimentos, Parallax Ventures, Évora, HS Investimentos, Banco Plural e Gear Ventures investiram no Mercado Bitcoin. O valor do aporte não foi informado, mas a corretora irá investir R$ 200 milhões na sua estratégia de internacionalização para expansão em países da América Latina.
A empresa controladora do Mercado Bitcoin, 2TM, anunciou, em Janeiro de 2022, a aquisição da Criptoloja, corretora de criptomoedas licenciada pelo Banco de Portugal.

Em junho de 2022 a empresa fez rebranding para MB, porém mantendo a nomeclatura Mercado Bitcoin no domínio e titulo do site.